# Слобожанщина (УНР)
Слобожанщина (в УНР) — земля Української Народної Республіки. Адміністративно-територіальна одиниця найвищого рівня. Земський центр — місто Суми Заснована 6 березня 1918 року згідно з Законом «Про адміністративно-територіальний поділ України», що був ухвалений Українською Центральною Радою. Скасована 29 квітня 1918 року гетьманом України Павлом Скоропадським, що повернув старий губернський поділ часів Російської імперії.

## Опис
До землі мали увійти Сумський повіт, Лебединський повіт, Суджанський повіт, Грайворонський повіт, частини Охтирського та Богодухівського повітів Курської і Харківської губерній.